# Panzerschreck
Панцершрек (нім. Panzerschreck — «гроза танків») — німецький 88-мм ручний протитанковий гранатомет багаторазового використання R.Pz.B.54/1 (нім. Raketenpanzerbüchse 54) часів Другої світової війни.
Панцершрек забезпечував пробиття 170мм броні на будь-яких дистанціях, що було достатньо для ураження будь-яких танків періоду Другої світової війни.

## Історія
Під час Битви за Туніс в 1943-му році німецькі війська вперше зіткнулися з використанням Антигітлерівською коаліцією ручного протитанкового гранатомета «Bazooka М1». Базука значно переважала за мобільністю і ефективністю німецький станковий гранатомет Raketenwefer 43 (Püppchen) який на той час знаходився на етапі розробки.
Тому німецька армія почала розробку ручного протитанкового гранатомета, прийнявши за основу дизайн Базуки. Для пришвидшення розробки було прийнято рішення про використання набою від Püppchen, який мав калібр 88 мм, проти 60мм (2,36") у Базуки.
Нова зброя отримала назву Raketenpanzerbüchse 54 «Panzerschreck».
Але хвостова частина заряду була модернізована для увімкнення двигуна електричним імпульсом, як у Базуки, тому не можна вважати, що Raketenwefer 43 Püppchen і Панцершрек використовують один і той самий набій.
Гранатомет був прийнятий на озброєння Вермахту в кінці 1943-го року без характерного захисного екрану. Але на відміну від Базуки, у якої двигун припиняв роботу негайно після виходу зі ствола, двигун Панцершрека працював ще два метри, обдаючи стрілка полум'ям вихлопу. Тому для захисту шкіри рук і голови гранатометникам було приписано одягати товсті рукавиці і протигаз без фільтра. Оскільки солдати не носили рукавиці і протигаз постійно, їх одягання часто неприйнятно збільшувало час підготовки до пострілу. Тому у другій половині 1944 року Панцершрек почали оснащувати захисним екраном. Також були виготовлені набори для оснащення щитком старих систем. До закінчення війни захисний екран отримали майже всі використовувані Панцершреки. Для прицілювання щиток мав засклений отвір а також відділення для зберігання запасних скелець для нього.

## Галерея

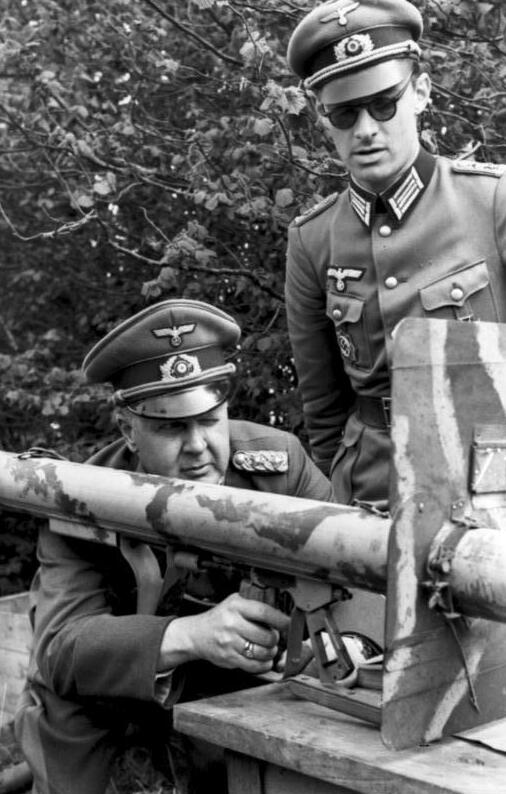
Генерал танкових військ Адольф-Фрідріх Кунтцен з Панцершреком (травень 1944).
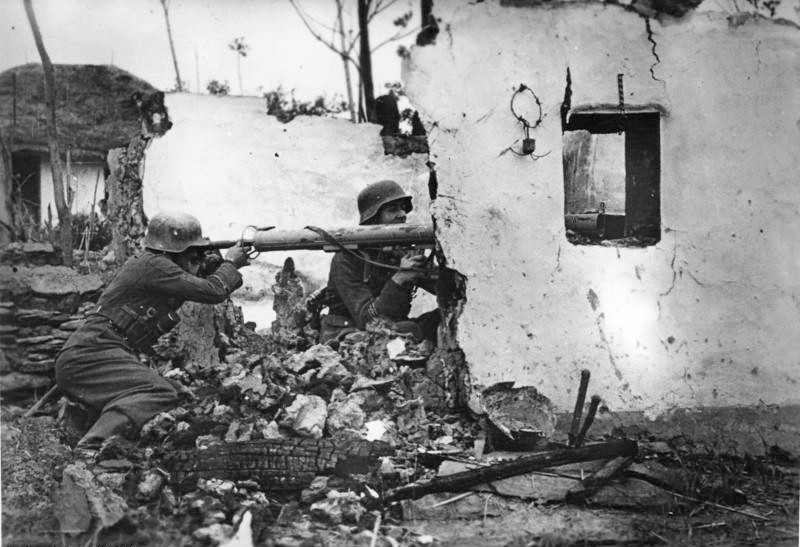
Солдати дивізії «Велика Німеччина» з Панцершреком (1944).
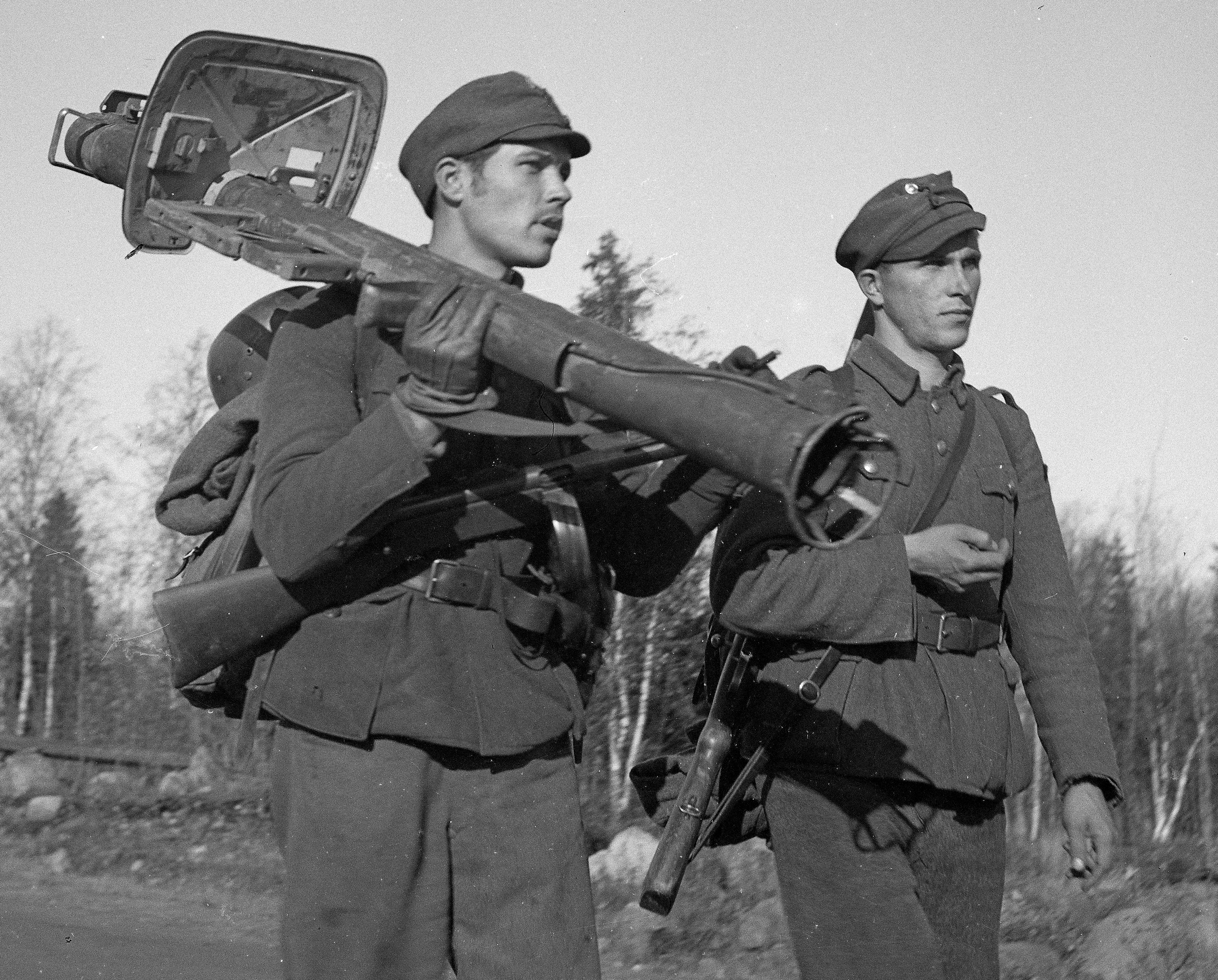
Фінські солдати з Панцершреком (1944).
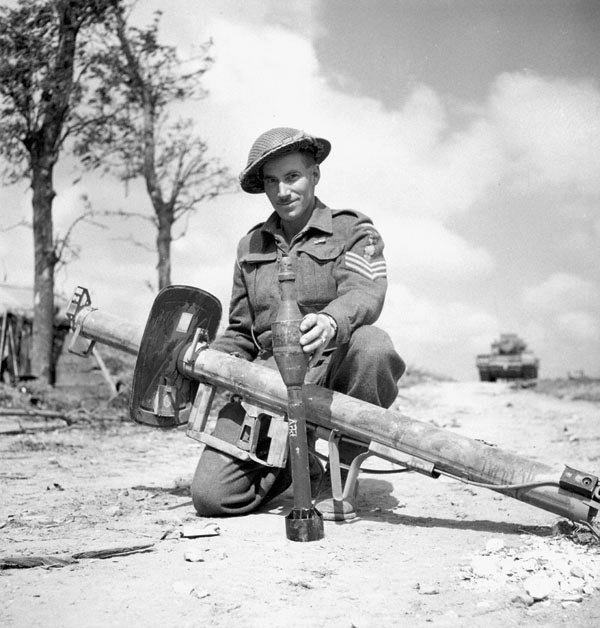
Канадський солдат демонструє трофейний Панцершрек і гранату до нього (1944).
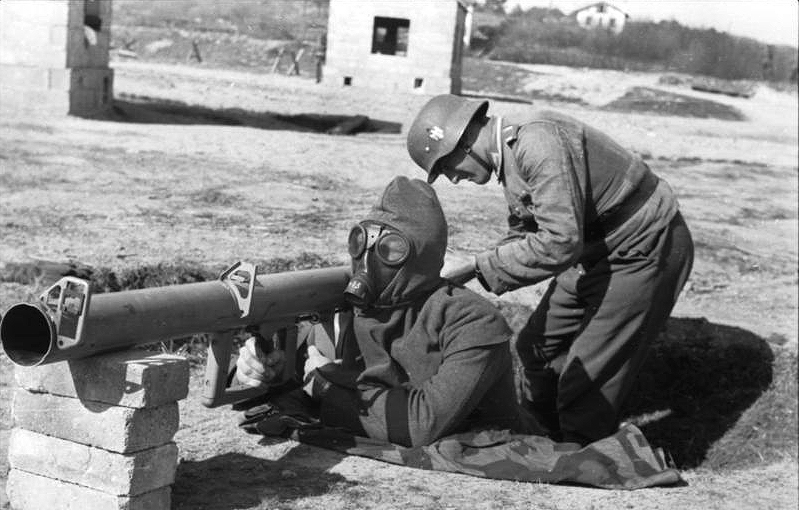
Німецький солдат з Панцершреком без щитка, одягнений в захисну маску.

## Відео
- RPzB-43 Panzerschreck Anti-tank Rocket Launcher [Архівовано 27 грудня 2011 у Wayback Machine.]
- Panzerschreck in action
- Panzerschreck: Germany Makes a Bazooka